# 福島県道260号北泉小高線
福島県道260号北泉小高線（ふくしまけんどう260ごう きたいずみおだかせん）は、福島県南相馬市にある一般県道である。

## 路線概要
- 起点：南相馬市原町区北泉字南走
- 終点：南相馬市小高区上町二丁目
- 総延長：12.408km
  - 実延長：12.343km[1]
- 路線認定年月日：1959年8月31日[2]

### バイパス・新道
萱浜工区
- 起点 - 南相馬市原町区下渋佐字仲西
- 終点 - 南相馬市原町区雫字山畑
- 延長 - 3.8km

2011年3月11日に発生した東日本大震災での津波により甚大な被害を受けた地域を通る当路線の災害復旧事業であり、ふくしま道づくりプラン（復興計画対応版）における『津波被災地域における復興まちづくりを⽀援する道路』として、2012年度より事業着手された。2017年度末までに起点側1.8kmの現道拡幅区間が完成し、2018年3月30日に終点側、原町区萱浜字前田から原町区雫字山畑に至る新道建設区間1,626mが開通し、全線が供用開始された。津波による浸水を防ぐために約3mの高さの盛土の上に道路が建設された。旧道は2018年11月9日に県道指定を外れ市道に移管された

### 道路施設
鮭川橋
原町区泉前字向から下渋佐字仲西に至り、二級水系新田川を渡る。
新常盤橋
原町区小浜字丸山から字高柴に至り、二級水系太田川を渡る。
野馬橋
- 全長：60.8m
- 幅員：11.0m
- 竣工：1989年[7]

原町区小浜字東谷地から堤谷字谷地田に至り、二級水系太田川水系鶴江川を渡る。
甲子橋
小高区大井字田中前から字深町、岡田字仲川原田に至り、二級水系小高川を渡る。

## 通過する自治体
- 南相馬市

## 接続・交差する道路
- 原町区内
  - 福島県道74号原町海老相馬線（北泉字南走 起点）
  - 福島県道263号下渋佐南新田線（下渋佐字仲西）
  - 福島県道262号小浜字町線（小浜字西内）
- 小高区内
  - 福島県道391号広野小高線（塚原字浜田）
  - 国道6号（大井字深町（大井交差点））
  - 福島県道120号浪江鹿島線・福島県道168号小高停車場線（東町1丁目 旧終点）

以下※よりの別線
- 福島県道259号城下小高線（仲町2丁目）
- 福島県道120号浪江鹿島線（上町2丁目 終点）

## 沿線
- 東北電力グリーンパーク
- 新田川
- 南相馬市浄化センター
- 太田川
- 南相馬消防署小高分署